# IC 2148
IC 2148 је збијено звјездано јато у сазвјежђу Трпеза које се налази на листи објеката дубоког неба у Индекс каталогу.
Деклинација објекта је - 75° 33' 45" а ректасцензија 5h 39m 12,0s. IC 2148 је још познат и под ознакама ESO 33-SC28.